# Sudheer Babu
Sudheer Babu (Vijayawada, 11 mei 1980) is een Indiaas acteur en voormalig professioneel badminton speler uit de Telugu-filmindustrie.

## Biografie
Babu begon zijn acteercarrière met een ondersteunende rol in Ye Maaya Chesave (2010), geproduceerd door zijn schoonzus Manjula Ghattamaneni. Zijn eerste film in een hoofdrol was in Siva Manasulo Sruthi (2012), waarvoor hij de SIIMA Award voor beste mannelijke debuut kreeg. Babu's eerste succes kwam met de horror-komediefilm Prema Katha Chitram (2013). In 2016 maakte hij zijn Hindi filmdebuut met Baaghi, waarin hij als de antagonist te zien is. Zijn film Samanthakamani uit 2017 was een commercieel succes.
Babu was nummer 1-badmintonspeler van zowel Andhra Pradesh als Karnataka. Hij speelde naast Pullela Gopichand als partner in het dubbelspel. Hij zal de rol van Gopichand op zich nemen in diens biopic.

## Filmografie
| Jaar | Film                              | Rol                 | Opmerking     |
| ---- | --------------------------------- | ------------------- | ------------- |
| 2010 | Ye Maaya Chesave                  | Jerry Thekekuttu    |               |
| 2012 | Shiva Manasulo Shruti             | Siva                |               |
| 2013 | Prema Katha Chitra                | Sudheer             |               |
| 2013 | Aadu Magaadra Bujji               | Siddhu              |               |
| 2015 | Dongaata                          |                     | gastoptreden  |
| 2015 | Krishnamma Kalipindi Iddarini     | Krishna             |               |
| 2015 | Mosagallaku Mosagadu              | Krish               |               |
| 2015 | Bhale Manchi Roju                 | Ram                 |               |
| 2016 | Sri Sri                           | politie agent       | gastoptreden  |
| 2016 | Baaghi                            | Raghav              | Hindi film    |
| 2017 | Shamanthakamani                   | Krishna             |               |
| 2017 | Anando Brahma                     | zichzelf            | gastoptreden  |
| 2018 | Sammohanam                        | Vijay               |               |
| 2018 | Nannu Dochukunduvate              | Karthik             | ook producent |
| 2018 | Veera Bhoga Vasantha Rayalu       | agent Vinay Rao     |               |
| 2020 | V                                 | commissaris Aditya  |               |
| 2021 | Sridevi Soda Center               | Lighting Soori Babu |               |
| 2022 | Aa Ammayi Gurinchi Meeku Cheppali | Naveen              |               |
| 2023 | Hunt                              | Arjun               |               |
| 2023 | Mama Mascheendra                  | Parasuram/ Durga    |               |
| 2024 | Harom Hara                        | Subramanyam         |               |
| 2024 | Maa Nanna Superhero               | Johnny              |               |